# Fatima Meer
Fatima Meer (Durban, 12 augustus 1928 – aldaar, 12 maart 2010) was een Zuid-Afrikaans schrijfster, scenarioschrijfster en anti-apartheidactiviste.
Meer was van Indiase origine en studeerde aan de universiteit van Natal, waar zij een master in de sociologie behaalde. In 1946 nam Meer deel aan het passieve verzet van Zuid-Afrikaanse Indiërs tegen apartheid en richtte het Student Passive Resistance Committee op. Zij was ook betrokken bij de Durban Districts Women’s League op.
Na de machtsovername door de Nasionale Party in 1948 en de start van de apartheidspolitiek, werd Meer steeds meer actief. Zij werd een der oprichters van de Federatie van Zuid-Afrikaanse Vrouwen, die de historische vrouwenmars van de "Union Buildings" op 9 augustus 1956 aanvoerde.
Omwille van haar activisme, werd Meer in 1952 een eerste maal "verbannen". In de jaren zestig organiseerde zij nachtwaken om te protesteren tegen de massa-arrestaties van anti-apartheidsactivisten zonder tussenkomst van de rechtbank. In de jaren zeventig werd zij opnieuw verbannen en later gearresteerd voor haar poging om een politieke bijeenkomst te organiseren met Steve Biko, de vertegenwoordiger van de "Black Consciousness Movement". Kort na haar vrijlating in 1976 overleefde ze een moordaanslag toen ze in haar woning in Durban werd beschoten.
Meer was van 1966 tot 1988 staflid aan de universiteit van Natal en was "visiting professor" aan verschillende universiteiten in Zuid-Afrika, de Verenigde Staten, India, Mauritius, de Caraïben en het Verenigd Koninkrijk. Zij was ook "fellow" aan de London School of Economics en ontving een aantal eredoctoraten voor haar werk voor de mensen- en vrouwenrechten. Zij was de uitgeefster van zeker achttien publicaties en schreef meer dan veertig boeken over de meest diverse onderwerpen.
Meer overleed op 81-jarige leeftijd na een beroerte.

## Werken
- Portrait of Indian South Africans
- Apprenticeship of a Mahatma
- Race and Suicide in South Africa
- Documents of Indentured Labour,
- The South African Gandhi: The Speeches and Writings of M.K. Gandhi
- Resistance in the Townships
- Apartheid our Picture (niet geschreven door Fatima Meer, maar door Shehnaz Meer)
- Passive Resistance.
- Higher than Hope, de eerste toegestane biografie van Nelson Mandela, die in 13 talen werd vertaald.

Zij schreef het scenario voor The Making of the Mahatma, een Shyam Benegalfilm, gebaseerd op haar boek The Apprenticeship of a Mahatma. De film was een Indiaas-Zuid-Afrikaanse coproductie.

## Onderscheidingen
- Union of South African Journalists Award (1975)
- Imam Abdullah Haroon Award for the Struggle against Oppression and Racial Discrimination (1990)
- Vishwa Gurjari Award for Contribution to Human Rights (1994)
- Top 100 Women Who Shook South Africa list (1999)
- #45 Top 100 Great South Africans (2004)

- Bibsys: 90782687
- Bibliothèque nationale de France: cb121734613 (data)
- CiNii: DA02023233
- Gemeinsame Normdatei: 11161287X
- International Standard Name Identifier: 0000 0001 1479 8875
- Library of Congress Control Number: n85196007
- Bibliotheek van het Japanse parlement: 00471477
- Nationale bibliotheek van Australië: 35344746
- Nationale Bibliotheek van Israël: 987007275096305171
- Nederlandse Thesaurus van Auteursnamen: 069009929
- Réseau des bibliothèques de Suisse occidentale: 02-A003579468
- SNAC: w60d6x29
- Système universitaire de documentation: 030286190
- Trove: 919411
- Virtual International Authority File: 109418352
- WorldCat: E39PBJr3vGTjWP4DPkdxhyCqQq